# 340479 Broca
340479 Broca è un asteroide della fascia principale. Scoperto nel 2006, presenta un'orbita caratterizzata da un semiasse maggiore pari a 2,6655814 au e da un'eccentricità di 0,0816556, inclinata di 14,99862° rispetto all'eclittica.